# Úhlejov
Úhlejov (en allemand : Auchlejow) est une commune du district de Jičín, dans la région de Hradec Králové, en République tchèque. Sa population s'élevait à 142 habitants en 2022.

## Géographie
Úhlejov se trouve à 5 km au sud-ouest de Bílá Třemešná, à 24 km à l'est de Jičín, à 27 km au nord-nord-ouest de Hradec Králové et à 98 km à l’est-nord-est de Prague.
La commune est limitée par Horní Brusnice au nord, par Třebihošť et Zdobín à l'est, par Rohoznice et Miletín au sud, et par Borek à l'ouest.

## Histoire
La première mention écrite de la localité date de 1267.

## Galerie

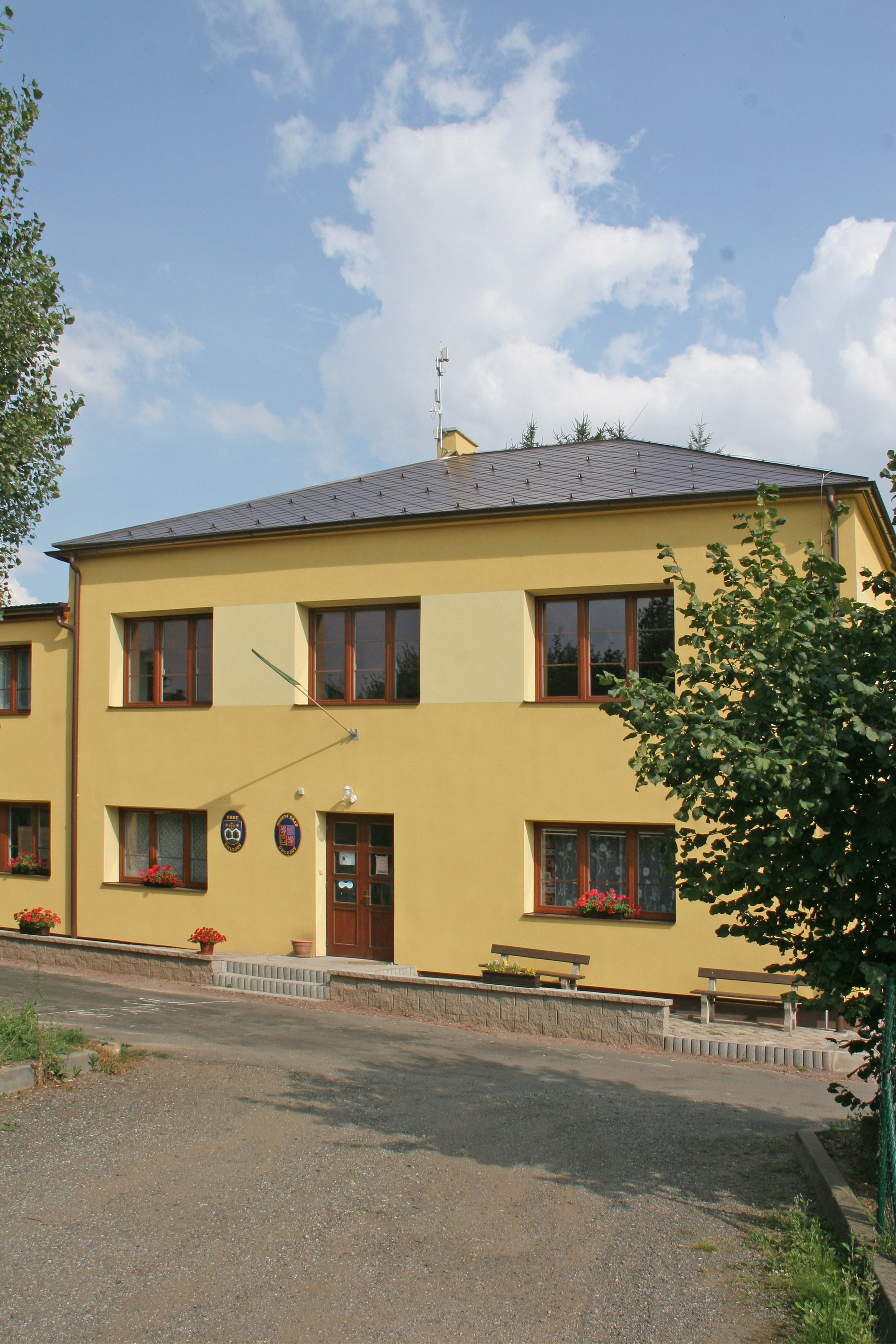
Úhlejov : la mairie.
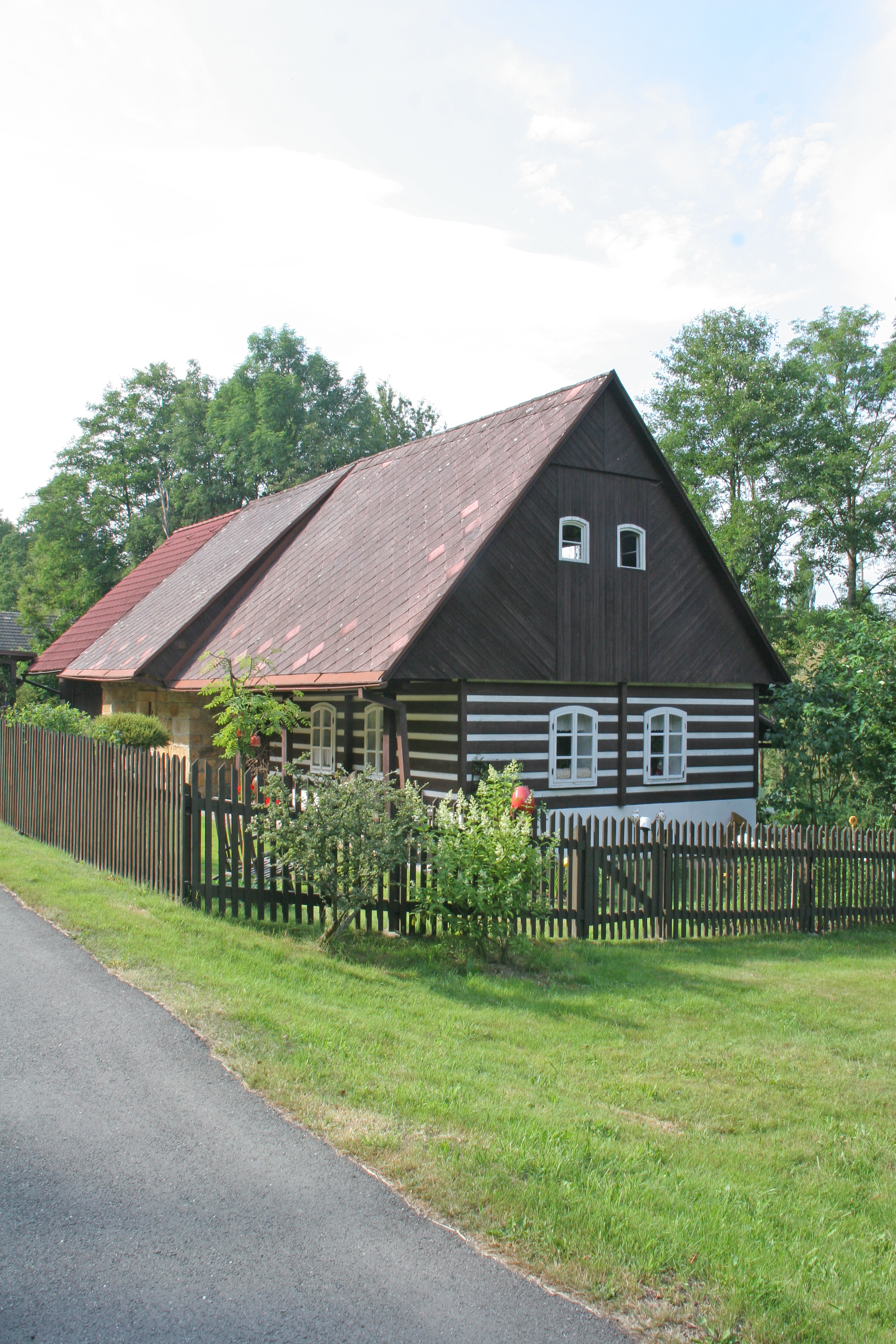
Maison à Brodek.
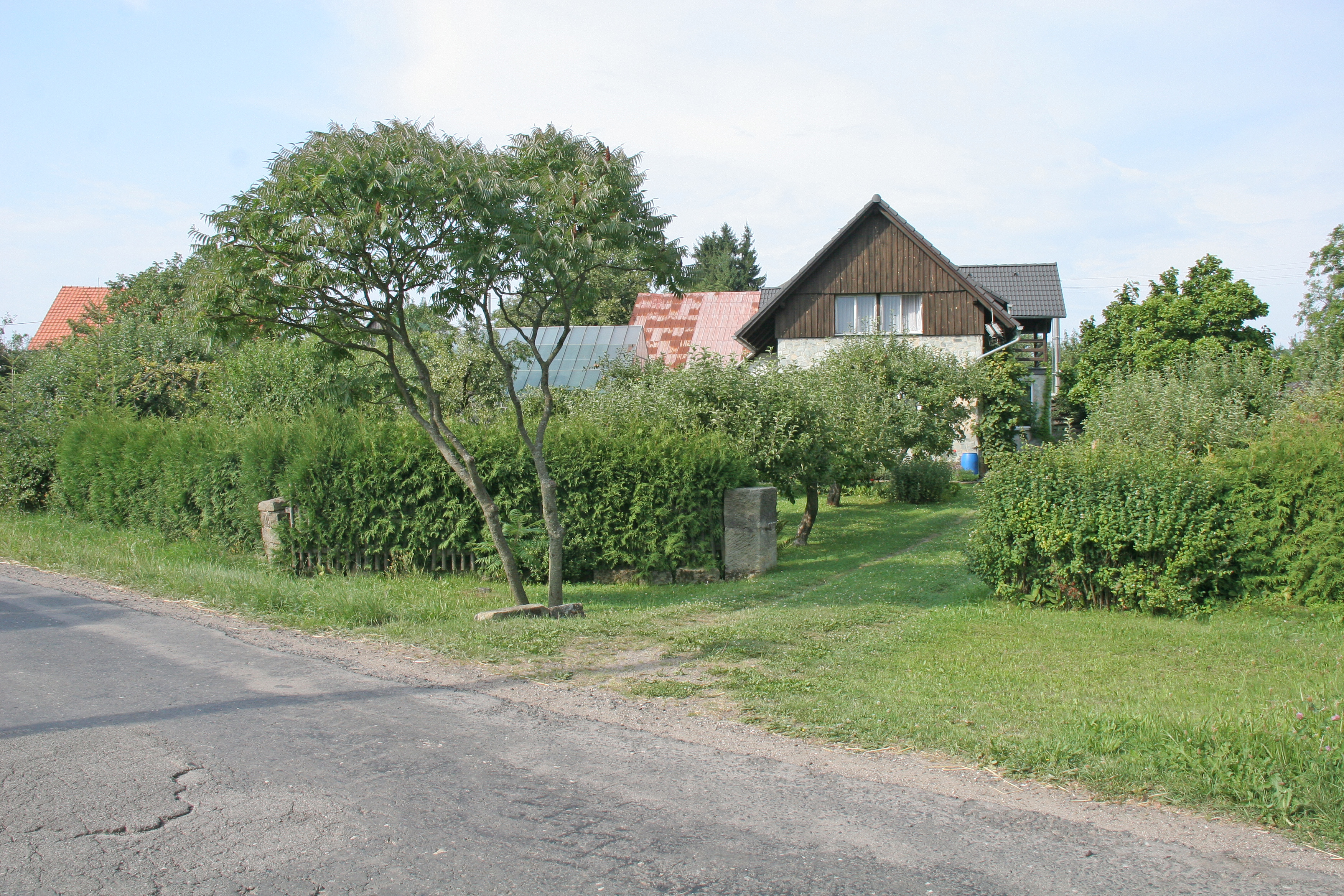
Chroustov.

## Transports
Par la route, Úhlejov se trouve à 10 km de Hořice, à 29 km de Jičín, à 34 km de Hradec Králové et à 123 km de Prague. 